# Agronomická fakulta Mendelovy univerzity v Brně
Agronomická fakulta (AF) Mendelovy univerzity v Brně (MENDELU) je fakulta zaměřená na fytotechniku, zootechniku, zemědělství, odpadové hospodářství a ekologii. Založena byla v roce 1919 a sídlí v budovách A, C, F, J, N, M, R a X. Každý rok se pod záštitou fakulty koná konference MendelNet nebo konference o jakosti potravin a potravinových surovin, Ingrovy dny.

## Historie
Agronomická fakulta patří spolu s Lesnickou a dřevařskou fakultou k nejstarším součástem Mendelovy univerzity v Brně. 
Ve školním roce 1919–1920 zahájila fakulta výuku prvního hospodářského oboru. Zařadila se tak mezi nejstarší zemědělské fakulty v České republice. Při příležitosti 100. výročí této události bylo oznámeno, že za sto let od svého založení odpromovalo na fakultě celkem 25 051 absolventů. Tuto informaci uvedl tehdejší děkan fakulty v rámci oslav výročí.
Agronomická fakulta přímou pokračovatelkou hospodářského odboru ustanoveného při vzniku této vysoké školy. Na Agronomické fakultě postupně vznikají studijní obory a specializace. Obory fytotechnický a zootechnický přetrvávají do současnosti, obory zahradnický a sadovnicko-krajinářský byly vyčleněny a staly se součástí samostatné Zahradnické fakulty, obor meliorační zanikl. Na Agronomické fakultě byly zavedeny specializace plemenářská a krmivářská. Dlouholetou tradici má specializace rybářská, která jako jediná z původních specializací doposud existuje.

## Profilace fakulty a zaměření studia
V souvislosti se změnami ve společnosti i v zemědělství a potravinářství rozšířila Agronomická fakulta nabídku svých studijních oborů, které připraví absolventy pro jejich dobré uplatnění v praxi.
V rámci přiblížení se standardům zahraničních univerzit probíhá studium na Agronomické fakultě Evropského kreditního systému. Nový kreditní systém umožňuje rozsáhlejší výběr volitelných předmětů hlavně ve vyšších ročnících a tedy zvýšený podíl studentů na utváření vlastního osobního odborného profilu, včetně širokých možností na mezinárodní mobilitu studentů.

## Možnosti studia
Bakalářské studijní obory: Agroekologie, Odpadové hospodářství, Technologie potravin, Fytotechnika, Biotechnologie rostlin, Všeobecné zemědělství, Zootechnika, Rostlinolékařství, Pozemkové úpravy, Provoz techniky, Agrobyznys.
Navazující magisterské studijní obory: Technologie a management odpadů, Technologie potravin, Jakost a zdravotní nezávadnost potravin, Ekotrofologie, Fytotechnika, Genetika a šlechtění rostlin, Biotechnologie rostlin, Zemědělské inženýrství, Zootechnika, Chov koní a agroturistika, Krmivářství, Rybářství a hydrobiologie, Živočišné biotechnologie, Agroekologie, Rozvoj venkova, Automobilová doprava, Management techniky, Agrobyznys.
Doktorské studijní programy: Zemědělská chemie, Agricultural Chemistry, Anatomie a fyziologie rostlin, Aplikovaná a krajinná ekologie, Molekulární biologie a genetika živočichů, Obecná produkce rostlinná, Obecná zootechnika, Rostlinolékařství, Speciální produkce rostlinná, Speciální zootechnika, Technika a mechanizace zemědělství, Technologie odpadů, Chemie a technologie potravin

## Organizační struktura
- Agronomická fakulta Mendelovy univerzity v Brně (fakulta)  -   Děkanát AF (organizační jednotka)    -  Studijní oddělení AF (vysokoškolský ústav) • 

  -  Ústav agrochemie, půdoznalství, mikrobiologie a výživy rostlin (vysokoškolská katedra) • 
  -  Ústav agrosystémů a bioklimatologie (vysokoškolská katedra) • 
  -  Ústav aplikované a krajinné ekologie (vysokoškolská katedra) • 
  -  Ústav biologie rostlin (vysokoškolská katedra) • 
  -  Ústav chemie a biochemie (vysokoškolská katedra) • 
  -  Ústav chovu a šlechtění zvířat (vysokoškolská katedra) • 
  -  Ústav molekulární biologie a radiobiologie (vysokoškolská katedra) • 
  -  Ústav morfologie, fyziologie a genetiky zvířat (vysokoškolská katedra) • 
  -  Ústav techniky a automobilové dopravy (vysokoškolská katedra) • 
  -  Ústav pěstování, šlechtění rostlin a rostlinolékařství (vysokoškolská katedra) • 
  -  Ústav technologie potravin (vysokoškolská katedra) • 
  -  Ústav výživy zvířat a pícninářství (vysokoškolská katedra) • 
  -  Ústav zemědělské, potravinářské a environmentální techniky (vysokoškolská katedra) • 
  -  CEITEC MENDELU (organizační jednotka) •

## Budovy
Areál Mendelovy univerzity, Černá Pole, Brno-sever.
- A, Zemědělská 1665/1, sídlo fakulty
- C, Zemědělská 1752/1a
- F (?)
- J, Zemědělská 1665/1 – severovýchodní křídlo
- N
- M
- R
- X

## Významné odborné akce
Tradiční listopadová Konference MendelNet je určena především pro studenty doktorského studia. Hlavním cílem konference je umožnit studentům vystoupit s příspěvkem, který studenti samostatně zpracovali a na jehož výzkumné realizaci se aktivně podíleli. Velkým přínosem pro budoucí práci jsou diskuze mezi účastníky konference a prezentujícími studenty. Příspěvky zpracované na konferenci MendelNet Agro jsou dobrým základem pro budoucí publikaci ve vědeckém časopise. Uvedená akce si během několika málo let získala významné místo, s aktivní účastí 80 – 100 studentů, především doktorandů.

## Činnost fakulty
Mezi činnosti fakulty se řadí:
- prohloubení základního výzkumu v oblasti genetiky a molekulární biologie
- tvorba excelentních pracovišť, jako např. Centrum kompetence pro inovativní využití a posílení konkurenceschopnosti českých pivovarských surovin a výrobků
- partnerství fakulty na projektu excelentní vědy CEITEC
- prohloubení výzkumných aktivit v oblasti vlivu klimatických změn na řízené ekosystémy -  realizovaná smlouva fakulty s centrem excelence CzechGlobe
- modernizace a rozšíření výzkumného zázemí fakulty realizací výstavby Mendelova biotechnologického pavilonu

## Fotogalerie

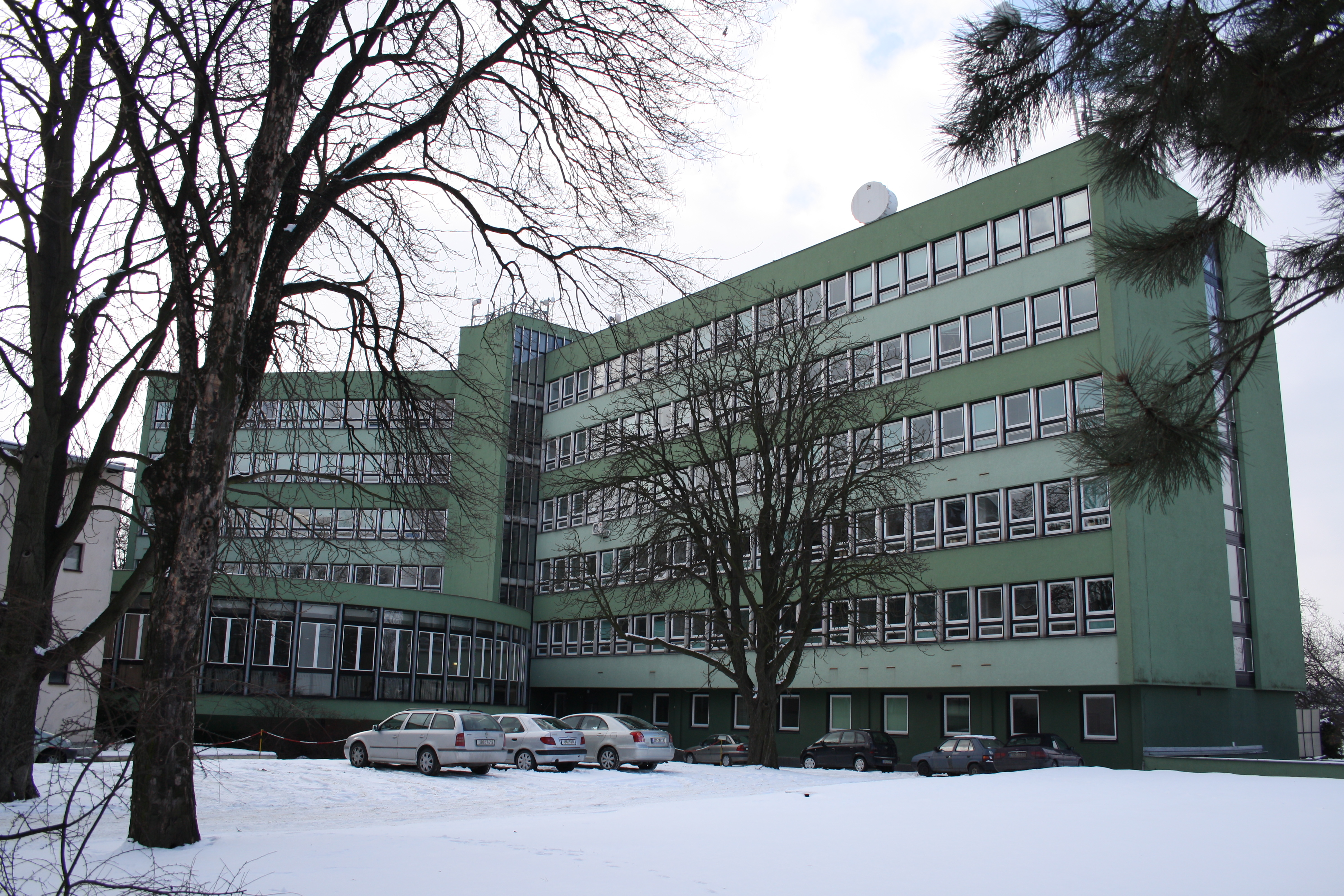
Zadní pohled na budovu agronomické fakulty, kulatá čas jsou auly
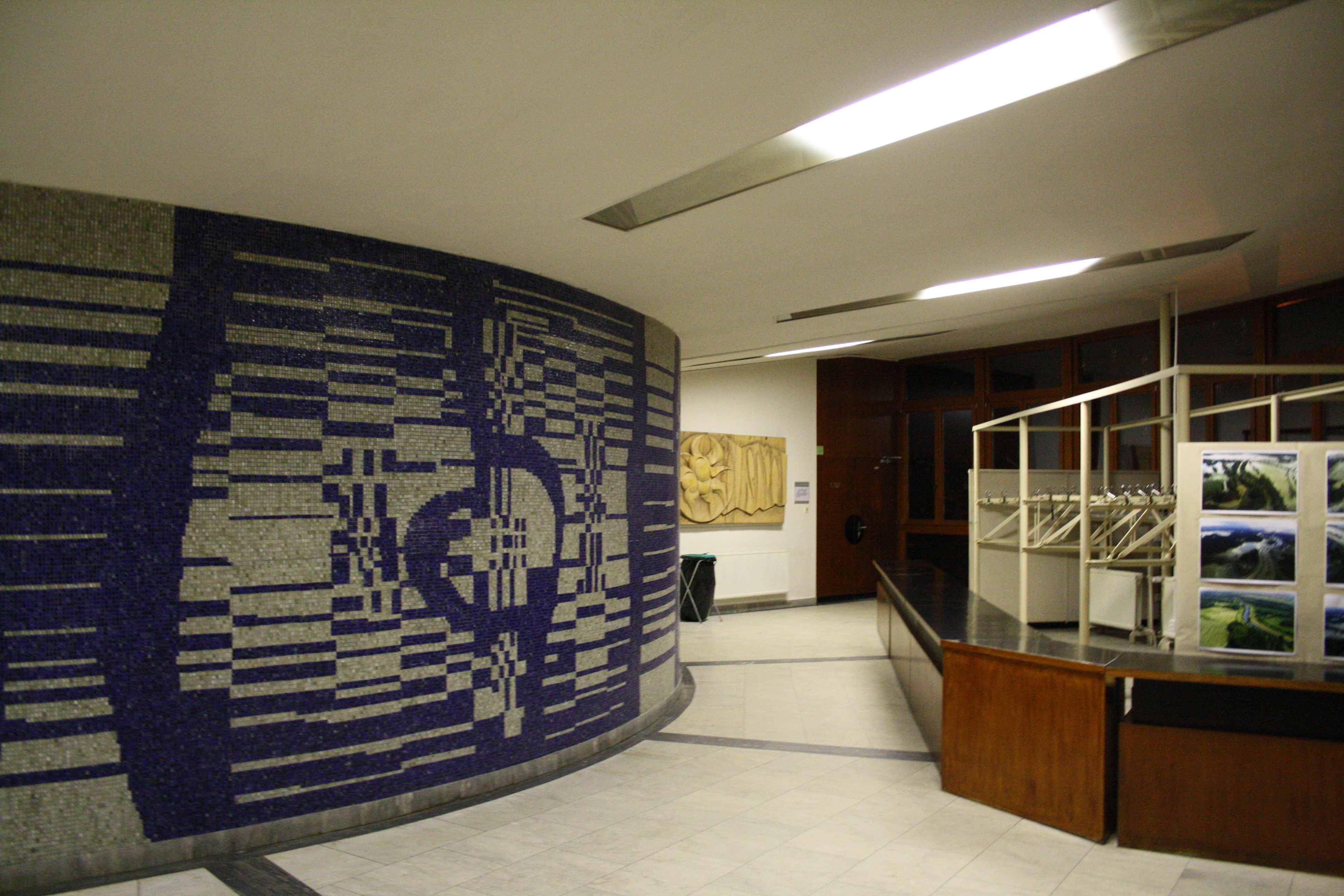
Foyer budovy C s mozaikou, šatnou a vstupem do auly
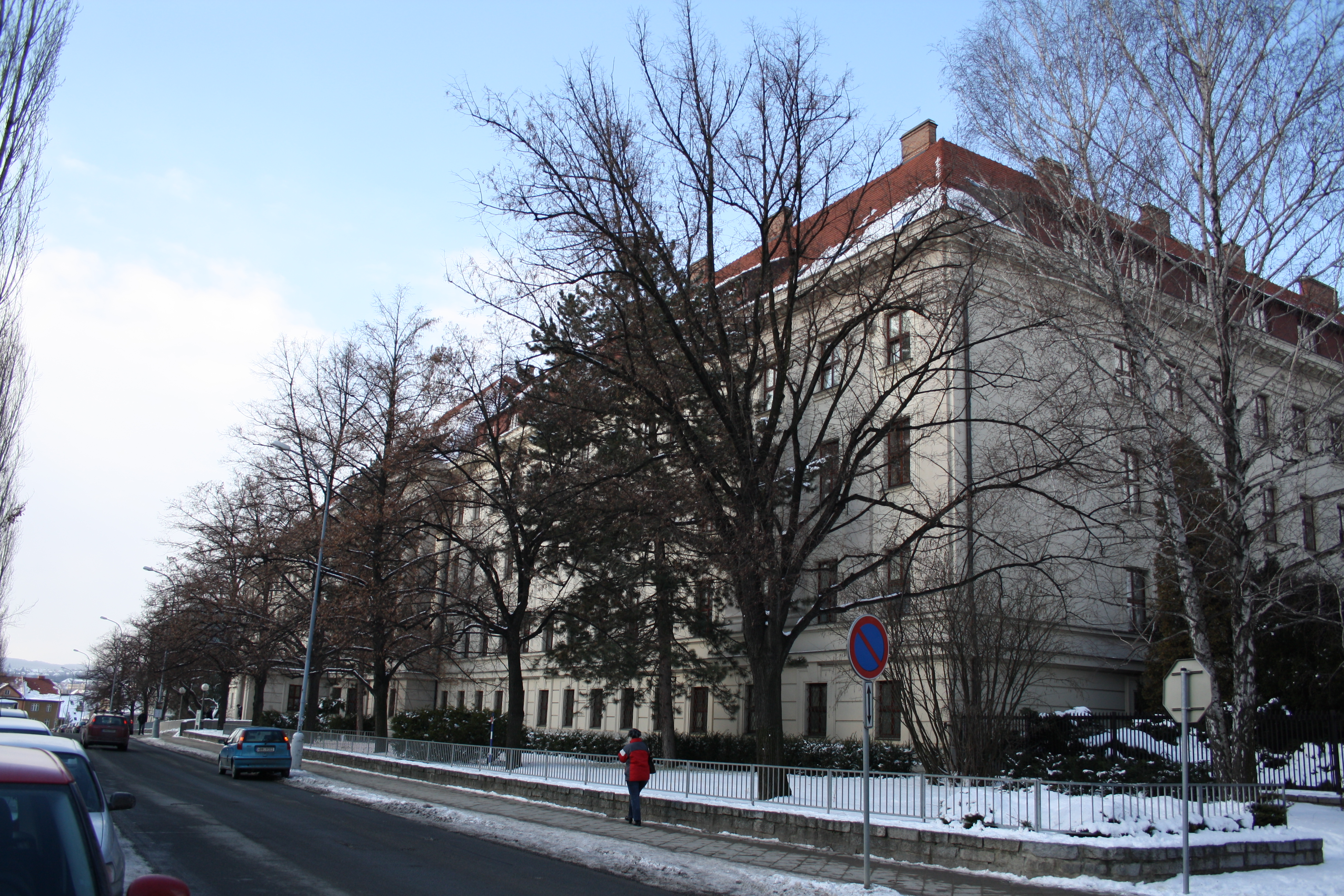
Budova A s rektorátem a aulou
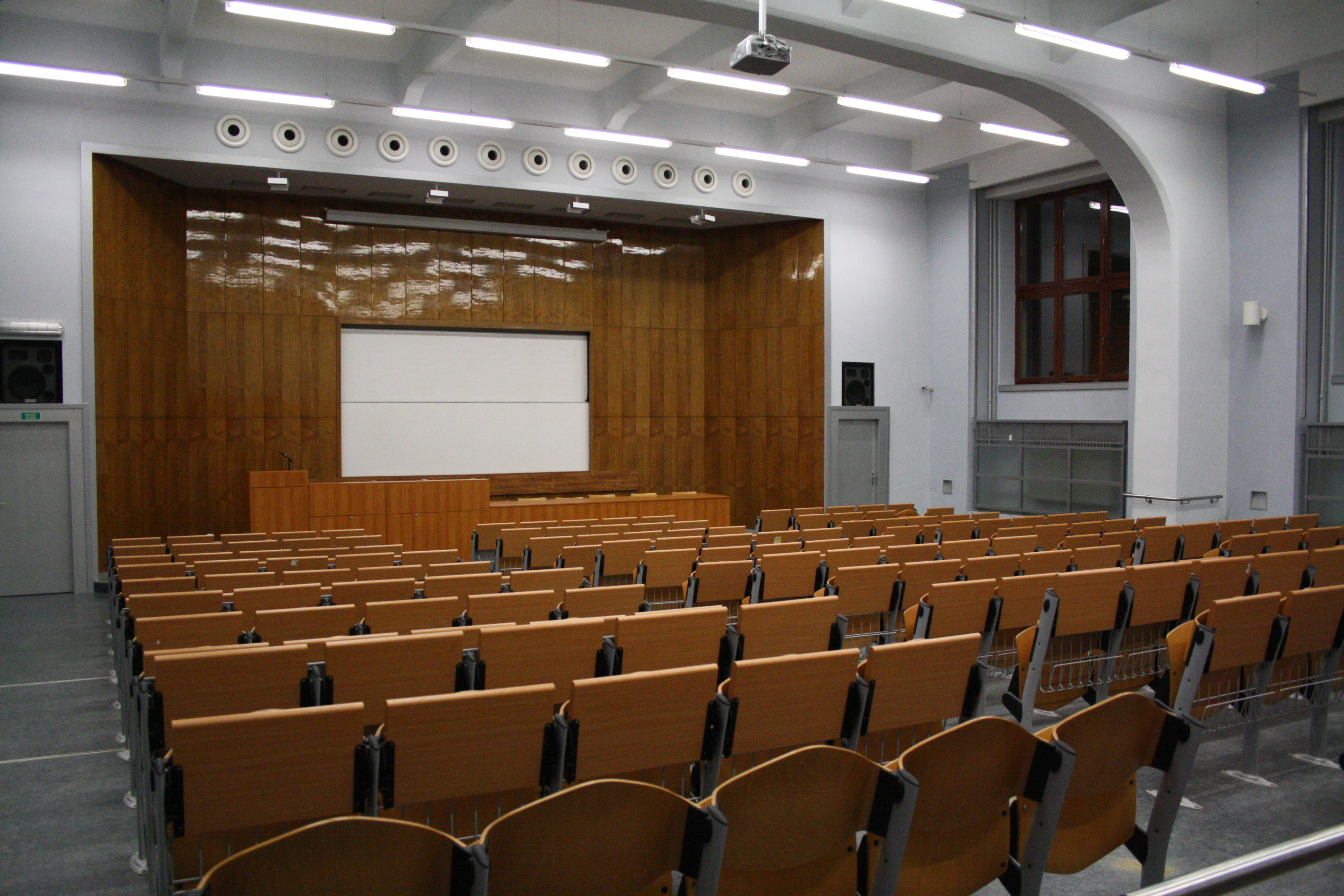
Auditorium maximum v budově A
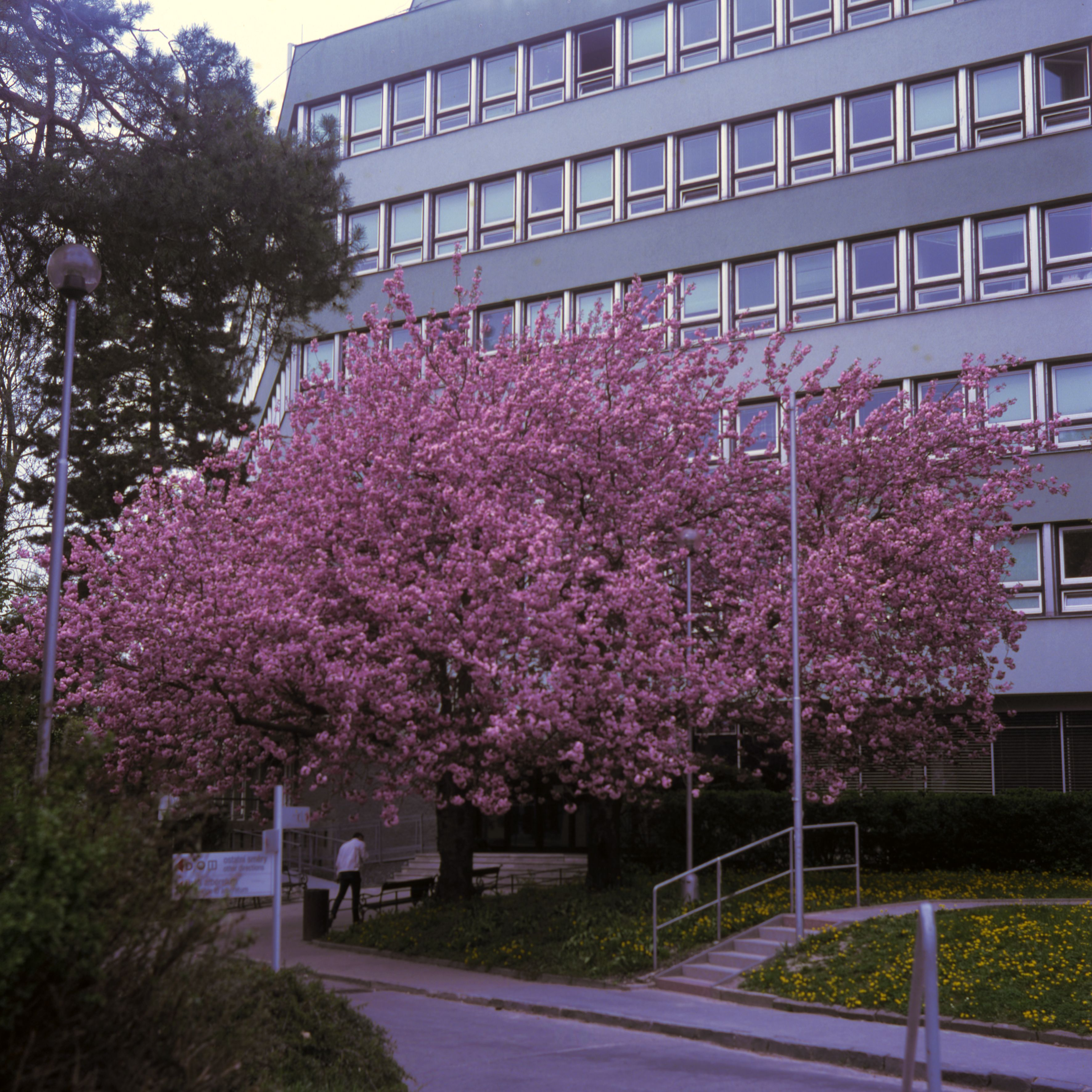
Budova C